# David Stricker
David Enrico Andrea Stricker (Milano, 3 maggio 1979) è un ex hockeista su ghiaccio italiano con cittadinanza svizzera.

## Carriera
Nato a Milano da padre svizzero e madre italiana, dopo gli inizi con la maglia dei Devils Milano crebbe hockeisticamente in Alto Adige, terra di origine della nonna, dove esordì sedicenne in seconda serie con la maglia del Vipiteno. Coi vipitenesi esordì anche in massima serie nel 1997.
In serie A ha vestito anche la maglia di Milano Vipers (con cui ha vinto campionato, coppa Italia e supercoppa italiana), Torino-Valpe e Valpellice. 
In seconda serie ha vestito, oltre a quelle di Vipiteno e Valpellice, le maglie di Torino, Pontebba, Real Torino, Egna, Chiavenna, Caldaro e Varese. Ha vinto per due volte il campionato cadetto, con Vipiteno (2004-2005) e Pontebba (2005-2006).
Vanta anche tre brevi esperienze in campionati svizzeri, la più importante con l'Ajoie in Lega Nazionale B.
Dopo tre anni di inattività, a 43 anni, nel novembre 2022 è stato tesserato dai Fanano Miners, squadra neoiscritta alla terza serie italiana.

## Palmarès
- Campionato italiano: 1

Milano Vipers: 2002-2003
- Coppa Italia: 1

Milano Vipers: 2002-2003
- Supercoppa italiana: 1

Milano Vipers: 2002